# Mercedes Borrull Giménez
Mercedes Borrull Giménez (Barcelona, 1930 - Barcelona, 23 de agosto de 2014), más conocida con el nombre artístico La gitana blanca, en el mundo del arte flamenco, fue una bailaora, actriz y cantante española, hija del guitarrista Miguel Borrull Giménez y nieta de Miguel Borrull Castelló, el cual fue también un famoso guitarrista de flamenco. Tanto él como su padre tocaban para que sus tías, Isabel y Julia, bailaran flamenco y actuaran como “Las Egipcias” en Madrid y París.  Finalmente, toda la familia Borrull se instaló en Barcelona.
Fue allí donde compraron Can Macià y lo reabrieron como un tablao flamenco llamado Café Villa Rosa en 1910. Muchos artistas catalanes como Rusiñol asistían a este tablao, además del pintor Romero de Torres para el cual Julia Borrull posaba. La prima carnal de Mercedes, Trini Borrull, fue la primera bailaora del Liceo de Barcelona.
Debido a que el flamenco era muy demandado durante los años 20, la familia tuvo éxito y pudo realizar numerosas actuaciones en los teatros de Barcelona. Además participaron en la Exposición Internacional de 1929 y realizaron una gira hasta llegar a París.
El padre de Mercedes se convirtió  en el director de baile de La Bodega en el hotel Colón de Barcelona y abrió un segundo tablao con el nombre de Alhambra Borrull. Tras la guerra civil española, los gustos cambiaron y se prefirió  el teatro a los tablaos. El padre de Mercedes, Miguel Borrull Giménez se convertiría en el guitarrista acompañante habitual de su hija y grabarían varias canciones juntos.
En los años 40, se inició en los tablaos flamencos de su ciudad natal y más tarde creó su propio espectáculo, recorriendo los teatros de la geografía española. Con el titulado Alma española, alcanzó ciento cincuenta representaciones en los teatros madrileños Cómico y Calderón. También sobrepasó las cien representaciones con el denominado Romancero gitano, siéndole tributado un homenaje con tal motivo, en 1948. En 1953, figuró en el llamado Entre mujeres y flores, en unión de Pepe Marchena. En 1958 intervino en un nuevo montaje de El Amor Brujo junto al bailaor Roberto Iglesias y la pianista Conchita Pujol en el Liceo de Barcelona. Intervino en varias películas cinematográficas, como Malvaloca (1942) o Vientos de siglos (1945) y grabó discos con los éxitos de estos filmes acompañada de orquesta y de la guitarra de su padre.
Se retiró de su arte[cita requerida] al contraer matrimonio con Carlos de Moy y de Prat, conde de Moy. Hasta su retirada tras su matrimonio, fue conocida como La Gitana Blanca. Murió en Barcelona el 23 de agosto de 2014, a los 84 años.